# Annabrücke

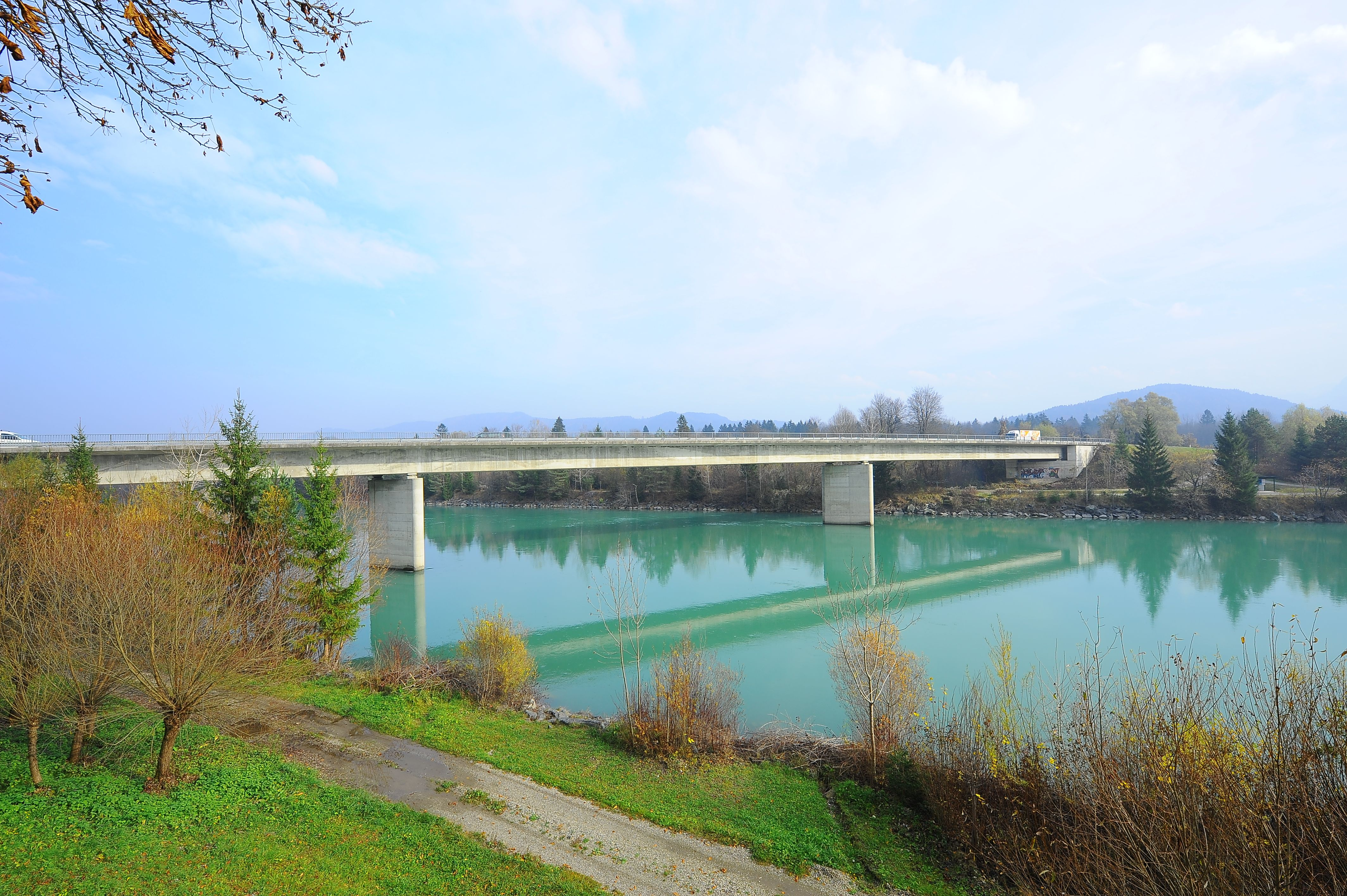
Annabrücke

Die Annabrücke ist eine Straßenbrücke in Kärnten. Sie überquert die Drau unterhalb des Schlosses Saager und verbindet die Gemeinden Grafenstein und Gallizien.
Die Ersterrichtung  der Annabrücke wurde im Jahr 1836 begonnen. Vorher gab es rund zwei Kilometer flussabwärts bei der Ortschaft Möchling nur einen Fährbetrieb über die Drau.
Die Annabrücke war beim Kärntner Abwehrkampf am 29. April und von 4. bis 6. Mai 1919 heftig umkämpft. In der Umgebung der Annabrücke gibt es noch viele alte Bunker, die aber schon seit langen Jahren außer Betrieb sind. Zum 80-Jahr-Jubiläum der Kärntner Volksabstimmung wurde im Jahr 2000 beim Brückenkopf der Annabrücke eine mehrere Meter hohe Stele aus Granit von dem Künstler Werner Lössl aufgestellt.
Zirka eineinhalb Kilometer flussaufwärts befindet sich das Laufkraftwerk Annabrücke, welches in den Jahren 1976 bis 81 durch die Österreichischen Draukraftwerke errichtet wurde.